# Kiki (powiat łaski)
Kiki – wieś w Polsce położona w województwie łódzkim, w powiecie łaskim, w gminie Wodzierady.
| SIMC    | Nazwa    | Rodzaj    |
| ------- | -------- | --------- |
| 0719056 | Edmundów | część wsi |
| 0719062 | Jakubów  | część wsi |

Miejscowość położona jest na Wysoczyźnie Łaskiej.
W latach 1975–1998 miejscowość należała administracyjnie do województwa sieradzkiego.
Liczba mieszkańców w 2011 roku wynosiła 127 osób. 